# Luiza Clode
Luiza Helena Clode (Santa Luzia, 1936) é uma escultora portuguesa, natural da Ilha da Madeira. Foi distinguida pela Associação Portuguesa de Museologia com o Prémio Personalidade 2016.
Luiza Clode nasceu no Funchal, na Quinta Martins, em 1936, filha de Maria Helena Ferreira de Andrade e de Luiz Peter Clode. Fez o curso do Magistério Primário, o curso superior de Escultura, tendo-se licenciado em História. Estudou Ciências Pedagógicas, leccionando em vários níveis de ensino, desde o primeiro ciclo, à Academia de Música e Belas Artes da Madeira, mais tarde Instituto de Artes Plásticas.
É autora de vários guias patrimoniais e artísticos da Madeira, nomeadamente "Tesouros Artísticos de Portugal", "À Descoberta de Portugal" e "Por Terras de Portugal", editados pela Reader's Digest. Em 1989, em colaboração com José Victor Adragão, elaborou o texto do livro ‘Madeira’ dos ‘Novos Guias de Portugal’, publicado pela Editorial Presença. É coautora, juntamente com Fernando António Baptista Pereira, do livro "Museu de Arte Sacra do Funchal Arte Flamenga", publicado em 1997, tendo sido pioneira na introdução dos serviços educativos nos museus da Madeira. É também autora de numerosos textos de literatura infantil.
Entre 1976 e 2015 fez parte da comissão diretora do Museu de Arte Sacra do Funchal, tendo sido responsável pela vertente museológica na instituição, promovendo as colecções, o seu estudo, inventariação e divulgação.
A 8 de junho de 2009, foi agraciada com o grau de Comendador da Ordem do Mérito.
Em Junho de 2016 recebeu no Museu do Dinheiro, em Lisboa, o Prémio Personalidade 2016, atribuído pela Associação Portuguesa de Museologia.